# Liste der Monuments historiques in Chartuzac
Die Liste der Monuments historiques in Chartuzac führt die Monuments historiques in der französischen Gemeinde Chartuzac auf.

## Liste der Objekte
| Bezeichnung | Beschreibung                              | Standort                        | Kennzeichnung | Schutzstatus | Datum | Bild |
| ----------- | ----------------------------------------- | ------------------------------- | ------------- | ------------ | ----- | ---- |
| Glocke      | Bronze, 1696 gegossen von Roch und Pillet | in der Kirche St-Vincent (Lage) | PM17000066    | Inscrit      | 1911  |      |